# Азиатский экстрим
Азиа́тский экстри́м (англ. Asia Extreme) — жанр кинематографа, возникший в Юго-Восточной и Восточной Азии в конце 1990-х годов, отличающийся быстрым и гладким монтажом в стиле MTV, повышенной сентиментальностью и всеохватывающей гротескностью вплоть до ощущения сюрреальности происходящего, часто с экстремальным насилием и психически нездоровыми главными героями. Термин был придуман английским дистрибьютором Metro Tartan в 2001 году для серии DVD-дисков с подобными фильмами, а затем закрепился как название жанра.

## Обзор жанра
Классическими образцами азиатского экстрима считаются фильмы японского режиссёра Такаси Миикэ, например, «Кинопроба» (1999), а также «Трилогия о мести» южнокорейского режиссёра Пак Чхан Ука (2002—2004), «Остров» южнокорейского режиссёра Ким Ки Дука (2000) и дилогия «Королевская битва» японского режиссёра Киндзи Фукасаку (2000—2003).
Чхве и Вада-Марчиано отмечают, что это выделение представляет собой изначально не жанр производства фильмов, а жанр их маркетинга, подобно «боевику». Однако обратное влияние термина на кинематограф Юго-Восточной Азии оказалось значительным и фактически привело к его переходу в роль своеобразного образца, следование, интерпретации или спор с которым определяют облик многих фильмов, наполненных аллюзиями и вписанных в контекст общего развития местного кино. Московский международный кинофестиваль несколько раз имел в своей программе подразделение «Азиатский экстрим».
Кроме того, популярность этих фильмов связывают с немейнстримным относительно европейского и американского кинематографа рассмотрением и развитием в них тем секса, «расчленёнки» (англ. gore) и насилия. Молодёжная американская аудитория привлекается этим подобно тому, как это привело к популярности свободных иностранных фильмов в Америке 1960-х годов, задавленной цензурными ограничениями.
Оливер Дью утверждает, что обретение серией культового статуса среди поклонников артхауса Великобритании связано с маргинальностью этих фильмов: они не только не являются англоязычными, но также и относятся к пренебрегаемым «низким» жанрам, таким как гангстерский боевик или фильм ужасов, а вдобавок переполнены эксцессами сексуального и насильственного характера. Маргинальность этих фильмов ценится не сама по себе или как источник для щипания нервов, а как способ выйти за пределы традиционных форм повествования и этики. Таким образом, маркетинговая стратегия продвижения серии опиралась на существующую в англоязычной среде ассоциацию между неанглоязычными фильмами и экзотикой экранных излишеств, которая планомерно преувеличивается прокатчиками по сравнению с реальной распространённостью и популярностью подобных фильмов в Азии. Он отмечает, что благодаря этой серии укрепилось и подтвердилось неправильное, но бытующее в сознании европейцев представление о японцах как «королях фриков-извращенцев» (англ. world-class perversion freaks).

## История бренда
Идея о выпуске серии азиатских фильмов под таким названием пришла в голову владельцу Metro Tartan Хэмишу Макалпину (англ. Hamish McAlpine) в 1999 году. В одни выходные он просмотрел японские фильмы «Звонок» и «Кинопроба», и остался глубоко впечатлён. Когда через некоторое время он увидел тайский «Опасный Бангкок» и южнокорейский «Негде спрятаться», он понял, что в Юго-Восточной Азии есть целый поток подобных «великолепных фильмов» (англ. brilliant films), и решил раскрыть его западной аудитории.
С этой целью в 2001 году была запущена серия Tartan Asia Extreme, быстро выросшая до значимого события в распространении и популяризации кинематографа Юго-Восточной Азии на Западе. В результате этот жанр вошёл в мейнстрим мировой кинодистрибьюции, быстро перейдя от категории любителей редкостей к охвату ценителей артхауса. По выражению Макалпина, компания нашла золотую жилу, следующий прорыв (англ. next big thing) в кинематографе, изначально доминируя на этом рынке.